# Tutemés IV
Tutemés IV (ou Tutemósis IV) foi o oitavo rei da XVIII dinastia egípcia. Reinou por cerca de dez anos entre 1412-1402 a.C (datas aproximadas), e seu reinado, embora curto, proporcionou um período de longa paz para o Egito. Depois de morto, Tutemés foi colocado na tumba KV43 no Vale dos Reis.

## Coroamento
O seu pai, Amenófis II, indicou-o como sucessor do trono, apesar dele não ser o primogênito. Dois irmãos mais velhos haviam falecido antes do pai, e assim ele pôde reinar. Para confirmar o seu reinado, os sacerdotes tebanos do deus Amon elaboraram uma série de predições do oráculo, por meio das quais foi legitimado faraó. 

### Lenda
De acordo com uma lenda, Tutemés IV devia o trono a Esfinge de Gizé. A lenda dizia que num certo dia, enquanto caçava, Tutemés sentou-se a sombra da esfinge, que nessa época estava coberta de areia. O jovem adormeceu e teve um sonho no qual a Esfinge lhe disse: Dar-te-ei a realeza sobre a Terra como cabeça dos seres vivos; tu levarás a coroa branca e a coroa vermelha sobre o trono de Gebe, príncipe dos deuses. É aqui, que agora, a areia do deserto me atormenta, a areia por cima da qual eu estava em outro tempo. Ocupa-te de mim, para que possais realizar tudo que desejo. Eu sei que tu és meu filho e meu protetor. Tutemés mandou retirar a areia e restaurar a Esfinge. Entre as suas patas, mandou erguer uma estela, na qual narra o seu sonho. Em troca, a Esfinge, como representação do deus Harmaquis, converteu-o no faraó Tutemés IV.

## Política do reinado
Tal como consta na esfinge de Gizé, Tutemés favoreceu o culto de Heliópolis. Destituiu, do cargo de vizir e de Ministro da Fazenda, o sumo-sacerdote de Amon e, a fim de evitar o poder crescente desse personagem, o Faraó se auto-nomeou sumo-sacerdote de Amon.
Com relação à política externa, sufocou uma rebelião na Núbia com a, digamos, ajuda de Amon, com o qual falou em Konosso. Não são conhecidas as suas campanhas militares na Ásia, mas sabe-se que um de seus feitos foi o de conquistar uma fortaleza síria, destinada a realizar o papel de policiamento da região.
Foi possível conhecer as relações tensas com os seus vizinhos asiáticos graças a correspondência, em escrita cuneiforme, com o reino de Mitani. A situação no Oriente tornou-se muito perigosa, pois apareceu outra potência muito poderosa, os Hititas. Sendo vizinhos, de índole guerreira , do reino de Mitani, dispunham-se a conquistar a região. Assim, o Egito e Mitani aliaram-se para combater a nação hitita. Embora fossem inimigos ferrenhos, de longa data, Egito e Mitani foram obrigados a aliar-se na luta contra os hititas. Graças a essa aliança, os egípcios desfrutaram de um longo período de paz. Por sua vez, Mitani promoveu sublevações e revoltas, com o propósito de desestabilizar o reino hitita. E, para consolidar ainda mais essa aliança, combinou-se um casamento, quando Tutemés ainda era príncipe, com Mutemuia, uma filha de Artatama I, monarca de Mitani. Dessa união, nasceu o seu herdeiro, Amenófis III.

## Tutemés IV, o novo soberano.

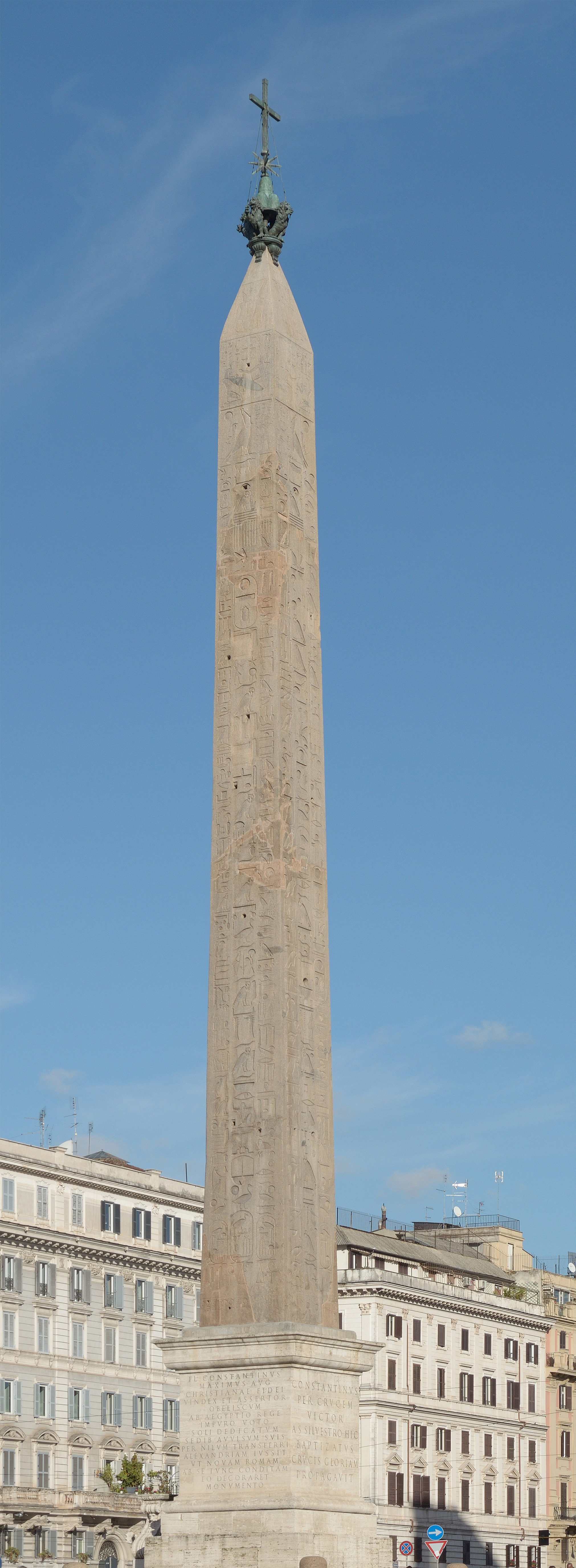
Obelisco de Tutemés IV, hoje na Praça de São João de Latrão chamado de "Obelisco Laterano"

A necessidade de construir uma lenda, para legitimar seu direito de sucessão ao trono, indica que Tutemés IV não era o sucessor teórico (e preferido) de Amenófis II. Além disso, enquanto o faraó normalmente  recebe o apoio do clero de Amon, Tutemés optou pelos favores do clero heliopolitano, e procurou sua legitimação por meio do deus-sol Rá, do qual a Esfinge era uma de suas manifestações.

## O nome do soberano
Ao contrário de outros faraós, Tutemés não se considerava filho de Amon. Não devia o trono ao clero desse deus e, por isso, nem o seu nome de coroação se refere a Amon. Tutemés significa "nascido do deus Tot. O seu nome de coroação, Menkheperuré, significa "eternas são as manifestações de Rá".

## Faraó e a rainha mãe
Tutemés IV, filho da rainha Tiâa, foi um rei pacífico. Embora sejam conhecidos os nomes de vários funcionários seus graças aos seus túmulos, quem desempenhou um papel político importante em seu reinado foi a sua mãe, a rainha Tiâa. Um exemplo disso é a existência de algumas escultuturas em Karnak, onde aparecem, esculpidos, Tutemés e sua mãe.

## O renascimento de Aton
No reinado de Tutemés IV, a mitologia solar centralizada em Rá volta a ocupar a posição de prestígio que vinha perdendo desde, pelo menos, o Médio Império, quando dinastias tebanas acabaram alçando para o topo do panteão nacional deuses até então locais como Montu, Amon, Mut, Min e Khonsu. A restauração da Esfinge em Gizé é sintomática: não só Gizé é o lugar onde estão enterrados os reis da Quarta e Quinta dinastias (sabidamente devotos do culto solar), como a própria Esfinge é um símbolo solar, manifestação do deus Harmakhis. Tutmés também erigiu um obelisco, o maior do Egito, que agora está na Praça de São João de Latrão, na Itália. O obelisco era igualmente um símbolo solar por excelência. Além de Rá, Khepri, Atum e Horakht, no reinado de Tutmés vê-se o surgimento da divindade até então obscura e secundária chamada Aton, que aparentemente seria apenas a divinização do sol enquanto corpo celeste visível. Será com essa divindade que, cerca de 40 anos depois, o neto de Tutmés,Aquenáton, promoverá a revolução amarniana.

## Os monumentos de Tutemés IV
Pouco se conhece das muitas obras que mandou construir. Encontraram-se vários restos de um pilone edificado em Carnaque. Do templo funerário erigido em Tebas, só restam vestígios. Em Mênfis, no entanto, restaurou o templo de Amenófis II, do qual resta a esfinge de alabastro. 